# Corbin Bernsen
Corbin Dean Bernsen, född 7 september 1954 i North Hollywood norr om Los Angeles, Kalifornien, är en amerikansk skådespelare och regissör. Han är bland annat känd från Lagens änglar.

## Filmografi, i urval
- 1976 – King Kong (okrediterad)
- 1980 – Familjen Walton (TV-serie) (1 avsnitt)
- 1986–1994 – Lagens änglar (TV-serie) (171 avsnitt)
- 1987 – Matlock (TV-serie) (1 avsnitt)
- 1989 – Värsta gänget
- 1990 – Star Trek: The Next Generation (TV-serie) (1 avsnitt)
- 1991 – Dubbelspel
- 1992 – Seinfeld (TV-serie) (1 avsnitt)
- 1994 – The Nanny (TV-serie) (1 avsnitt)
- 1996 – Tandläkaren
- 1996–1997 – Astronauterna (TV-serie) (17 avsnitt)
- 1998 – Tandläkaren 2
- 1998 – The Misadventures of Margaret
- 1999 – Farlig främling
- 1999 – Nash Bridges (TV-serie) (1 avsnitt)
- 1999–2004 – På heder och samvete (TV-serie) (8 avsnitt)
- 1999 – Sjunde himlen (TV-serie) (1 avsnitt)
- 2000 – Baywatch (TV-serie) (1 avsnitt)
- 2000 – Killer Instinct
- 2000 – Omaka systrar (TV-serie) (1 avsnitt)
- 2000 – Son of the Beach (TV-serie) (1 avsnitt)
- 2001 – I Saw Mommy Kissing Santa Claus
- 2001 – VIP (TV-serie) (1 avsnitt)
- 2001 – Vita huset (TV-serie) (2 avsnitt)
- 2003 – Just Shoot Me! (TV-serie) (1 avsnitt)
- 2004–2014 – Makt och begär (TV-serie) (18 avsnitt)
- 2004 – På spaning i New York (TV-serie) (1 avsnitt)
- 2004 – Tredje skiftet (TV-serie) (1 avsnitt)
- 2005 – Law & Order: Criminal Intent (TV-serie) (1 avsnitt)
- 2006 – Boston Legal (TV-serie) (1 avsnitt)
- 2006–2014 – Psych (TV-serie) (111 avsnitt)
- 2011 – Castle (TV-serie) (1 avsnitt)
- 2011 – Criminal Minds (TV-serie) (1 avsnitt)
- 2012 – Lay the Favorite
- 2013 – Hawaii Five-0 (TV-serie) (1 avsnitt)
- 2015 – Grace and Frankie (TV-serie) (1 avsnitt)
- 2019 – The Punisher (TV-serie) (4 absnitt)
- 2023 – White House Plumbers (TV-serie)
- 2025 – Duster (TV-serie)
- 2025 – Your Friends and Neighbors (TV-serie)

## Bildgalleri

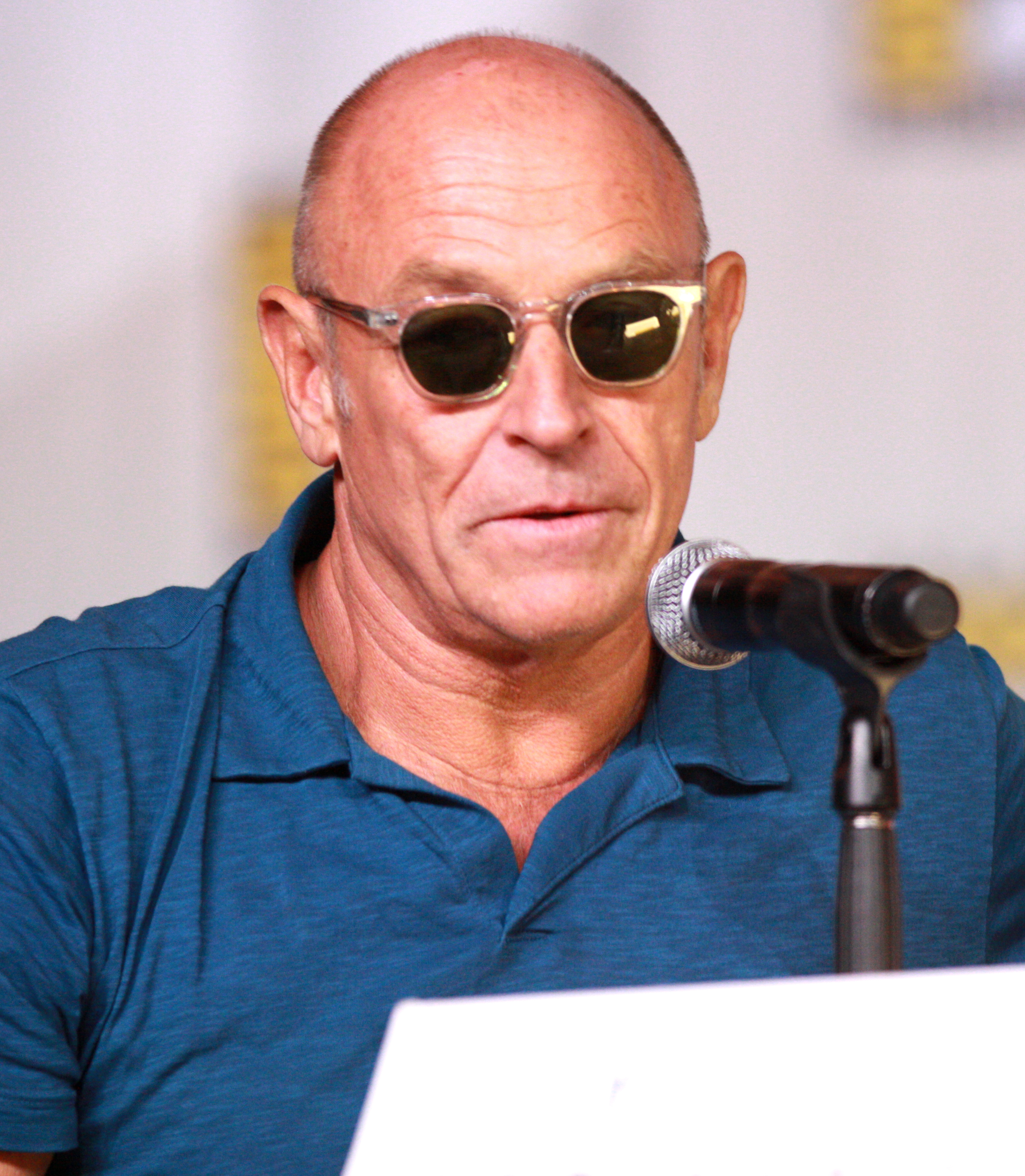
Corbin Bernsen 2013.
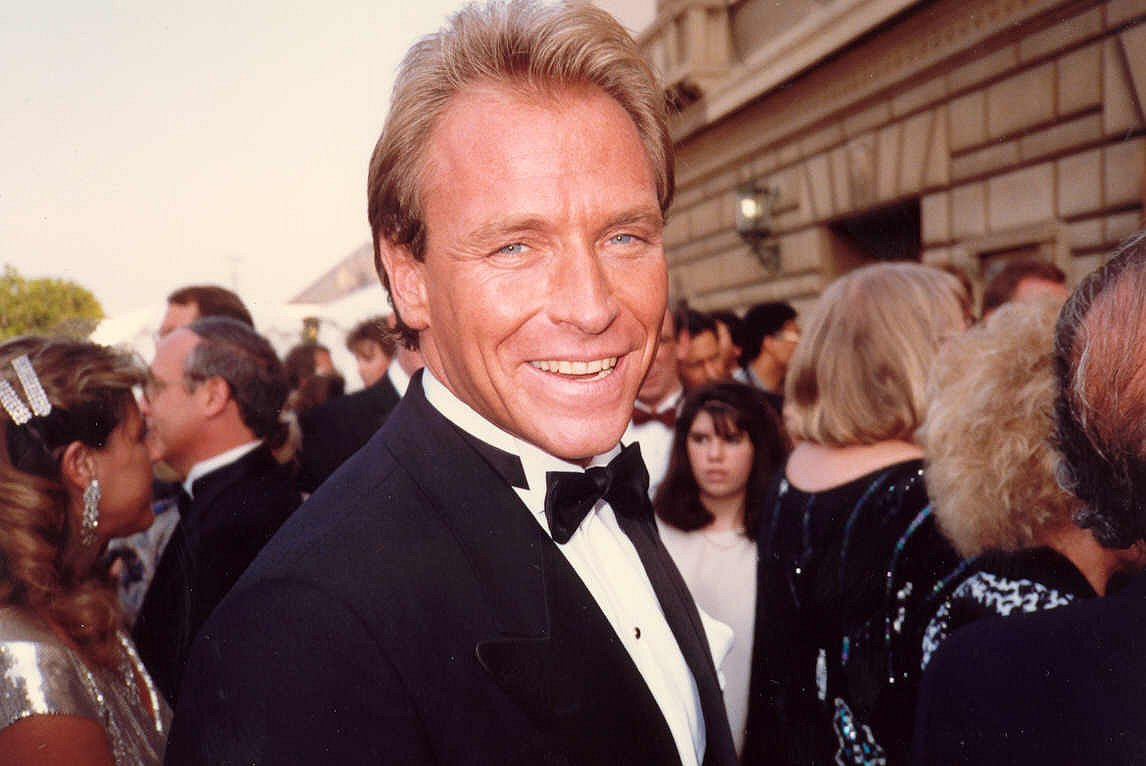
Corbin Bernsen 1987.